# 베이비 르로이

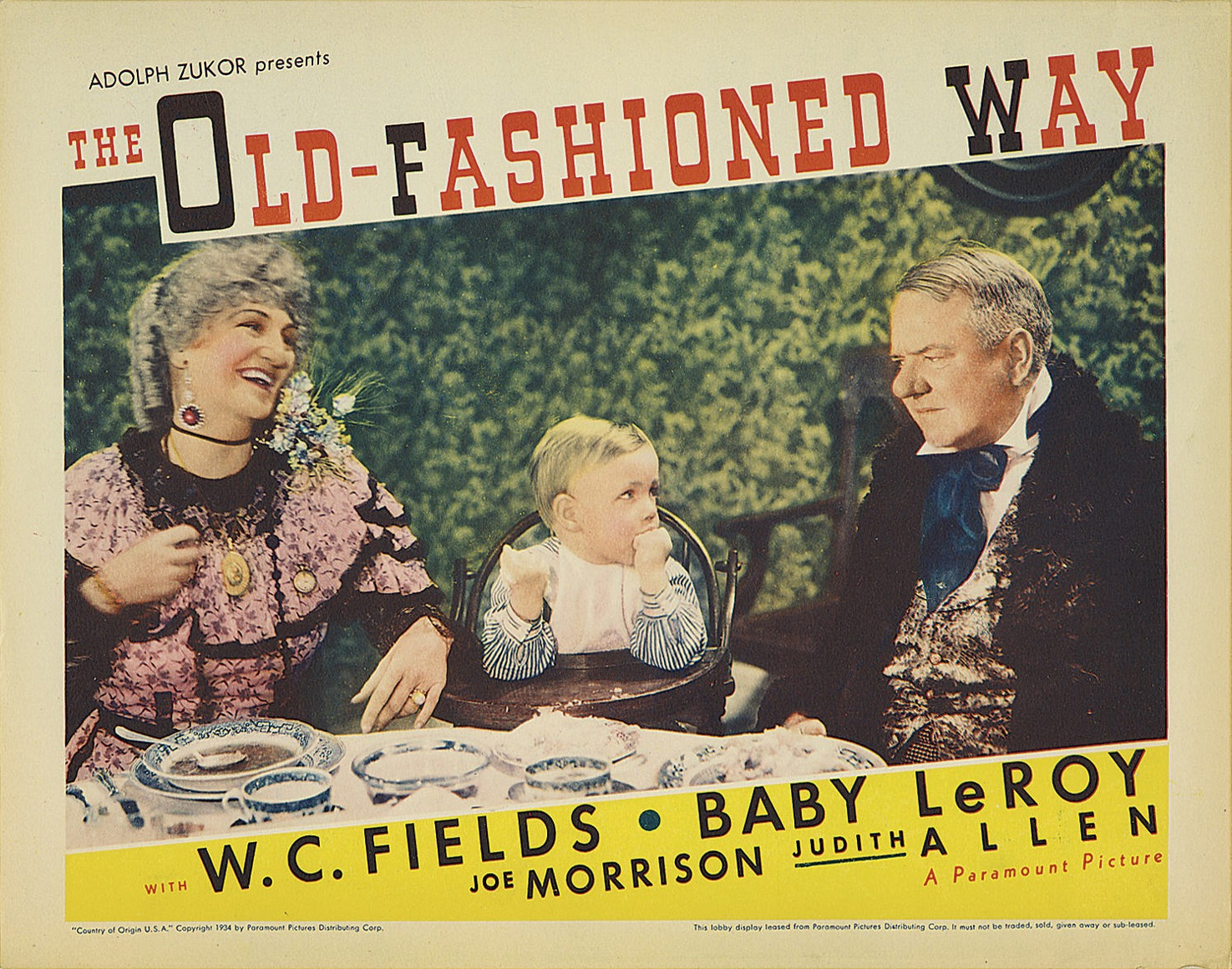

베이비 르로이(Baby LeRoy, 1932년 5월 12일 ~ 2001년 7월 28일)는 미국의 배우이다.
로스앤젤레스에서 태어났으며 밴나이즈에서 사망하였다. 사인은 질병이다.

## 영화
- 미스 페인스 베이비 (1934년)
- 레몬 드롭 키드 (1934년)
- 이것이 선물 (1934년)
- 토치 싱어 (1933년)